# Liste der Monuments historiques in Morsang-sur-Seine
Die Liste der Monuments historiques in Morsang-sur-Seine führt die Monuments historiques in der französischen Gemeinde Morsang-sur-Seine auf.

## Liste der Bauwerke
| Bezeichnung                                | Beschreibung | Standort | Kennzeichnung | Schutzstatus | Datum | Bild |
| ------------------------------------------ | ------------ | -------- | ------------- | ------------ | ----- | ---- |
| Glockenturm der Kirche St-Germain-de-Paris |              | (Lage)   | PA00087981    | Inscrit      | 1950  |      |

## Liste der Objekte
- Monuments historiques (Objekte) in Morsang-sur-Seine der Base Palissy des französischen Kultusministeriums